# Schots korfbalteam
Het Schots korfbalteam is een team van korfballers dat Schotland vertegenwoordigt in internationale wedstrijden. De verantwoordelijkheid van het Schots korfbalteam ligt bij de Scottish Korfball Association (SKA). Het achttal won tot nu toe nog geen enkele prijs. Tot 2007 werd Schotland vertegenwoordigd door het Brits korfbalteam.

## Resultaten op de wereldkampioenschappen
| Wereldkampioenschap korfbal |               |          |               |
| Jaar                        | Kampioenschap | Gastheer | Klassering    |
| 2007                        | 8e WK         | Brno     | Geen deelname |
| 2011                        | 9e WK         | Shaoxing | Geen deelname |
| 2015                        | 10e WK        | België   | Geen deelname |

## Resultaten op de Wereldspelen
Op de Wereldspelen wordt Schotland nog altijd vertegenwoordigd door het Brits korfbalteam.

## Resultaten op de Europese kampioenschappen
| Europees kampioenschap korfbal |               |           |            |
| Jaar                           | Kampioenschap | Gastland  | Klassering |
| 2010                           | 4e EK         | Nederland | 15e plaats |
| 2014                           | 5e EK         | Portugal  | 11e plaats |